# Consulat général de France à Boston
Le consulat général de France à Boston est une représentation consulaire de la République française aux États-Unis. Il est situé  au 31 Saint James Avenue, à Boston dans l'État du Massachusetts.
Sa circonscription consulaire s'étend sur cinq États : le Massachusetts, le Maine, le New Hampshire, le Rhode Island et le Vermont.
Dépendant du ministère de l'Europe et des Affaires étrangères, le consulat général de France est chargé de la protection et du suivi administratif des Français établis ou de passage dans la Nouvelle-Angleterre.
Le consulat propose plusieurs services à destination de la communauté des Français de l’étranger et des étrangers désireux de séjourner en France.

## Historique du consulat
Le poste consulaire de Boston est créé en 1779. Le marquis Joseph de Valnais (d) en est le premier consul. Il est alors responsable des États du Massachusetts, de Rhode Island, du New Hampshire et du Connecticut.
Le consulat évolue au fil des décennies et passe par différents statuts. Il est supprimé en 1825 et devient agence commerciale, puis agence consulaire en 1829. En 1839, le poste retrouve son statut de consulat jusqu’en 1872, date à laquelle il manque d’être supprimé à nouveau, puis il est transformé en vice-consulat en 1873.
Redevenu consulat en 1892, le poste est chargé de deux États supplémentaires, à savoir le Maine et le Vermont. Il est néanmoins supprimé quatre ans plus tard et transformé en agence consulaire dépendant du Consulat général de France à New York. Le consulat est rétabli à Boston en 1935 et devient Consulat général en 1951.
Depuis 1970, le Consulat général de France à Boston est compétent pour les États du Massachusetts, du Maine, du New Hampshire, de Rhode Island, et du Vermont.

## La mission du consulat
Le consulat est le relais des administrations françaises auprès des ressortissants français qui peuvent ainsi maintenir leurs liens avec l’administration française et exercer leurs droits de citoyens : état civil, délivrance de cartes nationales d’identité et de passeports, service national, inscription sur les listes électorales, vote pour les élections nationales, inscriptions au registre des français établis hors de France, etc.
Le consulat a un rôle de protection des citoyens français expatriés ou de passage: aide sociale, bourses scolaires, secours aux Français de passage en difficulté, assistance aux Français incarcérés, etc.
Le consulat a un rôle général d’information et d’animation de la communauté française.
Le consulat général de France à Boston a également pour mission d’entretenir des relations avec les milieux politique, économique, scientifique et culturel de Nouvelle-Angleterre afin de mieux faire connaître la France auprès d’eux et d’établir ainsi un climat de dialogue et de coopération.

## Les différents services du consulat

### Chancellerie consulaire
La chancellerie est chargée des divers services administratifs aux Français, tels que le renouvellement des passeports et des cartes d'identité, le remplacement des documents perdus ou volés, les demandes de bourses et d'aides financières mais également les actes notariés, le recensement, les permis de conduire, etc.
Les demandes de passeport et de carte nationale d’identité se font uniquement en prenant rendez-vous en ligne.
La chancellerie consulaire n’est plus responsable des visas. Les démarches se font désormais auprès de VFS global.

#### Inscription au consulat
L’inscription au registre des Français établis hors de France, plus communément et simplement appelée inscription consulaire, sert avant tout à connaitre les citoyens français qui sont établis en Nouvelle-Angleterre afin de pouvoir plus facilement les assister, notamment en cas d’urgence ou de crise. L’inscription est facultative et concerne toute personne de nationalité française qui s’établit pour plus de six mois consécutifs dans un pays étranger.

### Service culturel
Le Service Culturel de la Nouvelle-Angleterre ou Villa Albertine Boston s’attache à promouvoir la langue et la culture françaises en partenariat avec les institutions locales.
Il développe en effet des actions artistiques, éducatives et universitaires dans les cinq États de la circonscription et est engagé avec ses partenaires américains dans la promotion des échanges franco-américains dans les domaines artistique, audiovisuel, littéraire, éducatif, universitaire, et non gouvernemental.
Il apporte appui et conseil aux individus (artistes, auteurs, enseignants, chercheurs, professionnels) et aux institutions (centres d’art, cinémathèques, réseaux professionnels, écoles, systèmes éducatifs, universités, ONG, fondations, collectivités territoriales) et monte en partenariat avec eux de nombreux projets.
La Villa Albertine propose un programme annuel de 60 résidences d’exploration à travers les Etats-Unis, d’une durée d’un à trois mois, destiné à des créateurs (toutes disciplines), des chercheurs mais aussi des professionnels du monde culturel.
Festivals, évènements ponctuels et cycles réguliers complètent ce dispositif global et modulable d’accompagnement des acteurs culturels français.

### Service pour la science et la technologie (SST)
Le rôle du Service pour la Science et la Technologie de Boston est d’identifier les initiatives locales en matière de soutien à la recherche et à l’innovation, et de susciter des projets de coopération entre des acteurs de la recherche et du transfert de technologie de part et d’autre de l’Atlantique.
Du fait de son implication à toutes les échelles, le service scientifique fait pleinement partie de l’écosystème bostonien dont les acteurs (établissements de formation, recherche, entreprises, incubateurs, financeurs) sont constitués en réseau et concentrés, pour la plupart, sur une aire réduite de 4 km2 couvrant Kendall square, Cambridge et Financial & Seaport districts.
Le Service pour la science et la technologie du consulat a ainsi mis en place et renforce sa diplomatie d’influence dans plusieurs domaines:
- L’entreprenariat, notamment dans le domaine de la biotech, à travers le Café des entrepreneurs, un évènement organisé avec un invité entrepreneur visant à partager des expériences, susciter des vocations et favoriser le rapprochement des différents acteurs. NETVA, programme immersif visant à faire découvrir l’écosystème bostonien à des startups françaises, s’inscrit également dans cette démarche.
- Le milieu académique, grâce au Café des Sciences qui réunit autour d’un thème de recherche ou d’une actualité récente des scientifiques francophones faisant part de leurs travaux et de leur expérience américaine.

## Liste des Consuls généraux de France à Boston
- source : Annuaire diplomatique et consulaire de la République française (d) et Archives diplomatiques[1].

| Consul général                     | Années    |
| ---------------------------------- | --------- |
| Joseph de Valnais (d)              | 1779-1781 |
| Philippe de Létombe                | 1781-1793 |
| à compléter                        |           |
| Paul Claudel                       | 1893-1895 |
| à compléter                        |           |
| Albert Chambon                     | 1945-1951 |
| François Charles-Roux              | 1952-1955 |
| Charles de Guyon de Pampelonne (d) | 1955-1963 |
| Jean Savelli                       | 1963-1965 |
| Jacques Massenet                   | 1965-1968 |
| Daniel Oriez                       | 1968-1973 |
| Alain Grenier                      | 1973-1979 |
| Roger Establie                     | 1979-1981 |
| Claude Fouquet                     | 1981-1982 |
| André Nemo                         | 1982-1986 |
| Alain Briottet (d)                 | 1985-1990 |
| Joseph Rapin (d)                   | 1990-1993 |
| Patrice Paoli (d)                  | 1993-1995 |
| Maurice Portiche (d)               | 1995-1999 |
| Stéphane Chmelewsky (d)            | 1999-2002 |
| Thierry Vankerk-Hoven (d)          | 2002-2005 |
| François Gauthier (d)              | 2005-2009 |
| Christophe Guilhou (d)             | 2009-2012 |
| Fabien Fieschi (d)                 | 2012-2015 |
| Valéry Freland (d)                 | 2015-2018 |
| Arnaud Mentré (d)                  | 2018-2022 |
| Mustafa Soykurt (d)                | 2022-     |

### Consuls honoraires
Les consuls honoraires sont les relais de l’action du consulat. En contact permanent avec ce dernier, ils peuvent fournir des informations, aider en cas de difficultés, faciliter certaines de vos démarches administratives en délivrant directement ou des certificats de vie et de résidence, ou des fiches d’état civil, en légalisant ou certifiant une signature, en certifiant conforme à l’original des traductions ou des copies. 
Ils ne peuvent en revanche délivrer des passeports, des cartes nationales d’identité ou des laissez-passer, et on ne peut effectuer auprès d’eux les démarches d’état civil telles que transcription ou déclaration de naissance, de mariage ou de décès.
Le consulat général de France à Boston supervise quatre consuls honoraires situés, représentants des quatre autres États de Nouvelle-Angleterre :
- M. Alban Maino - Portland (Maine)
- M. John Tousignant - Manchester (New Hampshire)
- Ms. Stephanie Begin - Providence (Rhode Island)
- Ms. Lise Veronneau - Burlington (Vermont).